# Maimetshidae

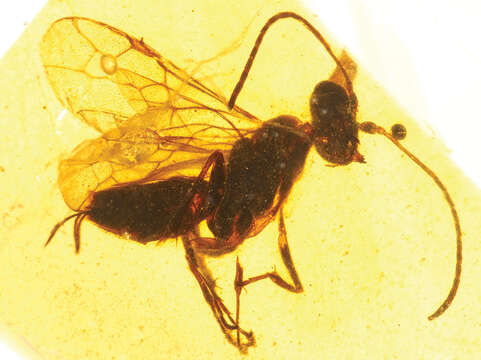
Iberomaimetsha

Maimetshidae – wymarła rodzina błonkówek z podrzędu trzonkówek i nadrodziny Trigonalyoidea. Jej przedstawiciele żyli w kredzie.

## Morfologia
Błonkówki o kulistawej, hipognatycznej głowie wyposażonej w pozbawione żeberka oczy złożone. Nie wykazujące dymorfizmu płciowego czułki były nitkowate, o niewydłużonym trzonku. Brak było bruzd podczułkowych do chowania trzonka. Aparat gębowy dysponował endodontycznymi, często niesymetrycznymi żuwaczkami o trzech lub czterech ząbkach. Mezosoma miała krótkie w środkowej części przedplecze, stykające się przed tarczką lub oddzielone szwem tarczkowym axillae oraz tarczę (mesoscutum) zaopatrzoną w bruzdę środkową i biegnące przez całą jej długość, acz nie stykające się z tyłu notauli. Skrzydło przednie miało wykształcone żyłkę kostalną i pterostygmę, zamkniętą i szeroką komórkę marginalną, dwie lub trzy komórki submarginalne i zamkniętą pierwszą komórkę medialną. Skrzydło tylne miało cztery lub pięć odsiebnie umieszczonych haczyków (hamuli) i pozbawione było wolnego końca żyłki analnej oraz płata jugalnego. Odnóża miały pięcioczłonowe stopy o wykształconych aroliach i zaopatrzonych w przedwierzchołkowy ząbek pazurkach. Golenie przedniej pary miały jedną, a pozostałych par dwie ostrogi wierzchołkowe. Osadzona nisko na pozatułowiu metasoma była u Zorophratrinae rurkowato wydłużona, a u Maimetshinae dość krótka, zwarta, nie przekraczająca wyraźnie długości mezosomy. Pokładełko było zazwyczaj krótkie, tylko u Zorophratrinae wyraźnie wydłużone. Osłonki pokładełka nie przylegały do niego ściśle i nie przekraczały długością metasomy.

## Taksonomia i ewolucja
Takson ten wprowadzony został w 1975 roku przez Aleksandra Rasnicyna. W 1990 roku Scott Richard Shaw, na podstawie wyników analizy filogenetycznej, w których Maimetshia arctica zagnieździła się wśród Dinapsinae, włączył Maimetshidae do Megalyridae. Do rangi odrębnej rodziny przywrócili omawiany takson Vincent Perrichot i inni w 2004 roku. W 2016 roku Michael S. Engel wprowadził podział Maimetshidae na dwie podrodziny:
- Maimetshinae Rasnitsyn, 1975
- Zorophratrinae Engel, 2016

Ich skamieniałości znajdywane są na terenie Ameryki Północnej, Europy, Afryki i Azji. Zapis kopalny ograniczony jest do kredy, obejmując barrem, apt, alb, cenoman, turon, santon i kampan.